# 沃尔夫冈·恩斯特三世 (伊森堡-比尔施泰因)
沃尔夫冈·恩斯特（Wolfgang Ernst；1798年7月25日—1866年10月29日），出生于奥芬巴赫。伊森堡-比尔施泰因亲王。伊森堡-比尔施泰因系首领。是伊森堡-比尔施泰因系亲王卡尔一世与埃尔巴赫-埃尔巴赫女伯爵夏洛特·奥古斯塔的长子。
1827年1月30日，沃尔夫冈·恩斯特在菲尔斯特瑙与埃尔巴赫-菲尔斯特瑙女伯爵阿德莱德结婚。